# Georges Pelletier-Doisy
Georges Pelletier-Doisy (Auch, 9 marzo 1892 – Marrakech, 15 maggio 1953) è stato un generale e aviatore francese.
Asso pluridecorato della prima guerra mondiale, fu protagonista di molti voli da primato nel periodo tra le due guerre. Durante il secondo conflitto mondiale fu comandante del Groupe de Transport 15.

## Biografia
Nacque il 9 marzo 1892 ad Auch (Gers), figlio di Charles e di Jeanne de Kerkaosel. Il 23 maggio 1910 si arruolò per un periodo di cinque anni nell'Armée de terre, assegnato al 3º Reggimento Dragoni di Nantes, dove si iscrisse come studente alla Facoltà di diritto della locale Università. Il 14 ottobre 1912 passò in forza all'aviazione militare come allievo pilota, frequentando l'Ecole Nationale d'Aviation di Bron. Ottenne il brevetto nº 294 di pilota militare in data 19 giugno 1913. Il 1 luglio dello stesso anno fu assegnato come pilota all'Escadrille HF 19 di stanza a Bron, in cui prestò servizio fino al 1 marzo 1915. Il 3 ottobre 1913 era stato promosso al grado di Maréchal des Logis. Nel 1914, prima dello scoppio della prima guerra mondiale, prese parte al 1º giro aereo di Francia.

### La prima guerra mondiale
Dopo lo scoppio della prima guerra mondiale si distinse nel corso delle operazioni belliche, tanto da venire promosso Adjudant il 1 novembre 1914, e citato l'Ordine del giorno di Corpo d'Armata il giorno seguente. Il 22 novembre dello stesso anno fu insignito della Médaille militaire e citato all'Ordine del giorno dell'Esercito. Il 1 marzo 1915 venne trasferito all'Escadrille MS 12, dotata di velivoli Morane-Saulnier LA, rimanendovi fino al maggio del 1916. L'8 aprile fu insignito del titolo di Cavaliere della Legion d'onore, con nuova citazione all'Ordine del giorno dell'Esercito, cui ne seguì un'altra il 15 giugno, ed il 27 settembre venne promosso al grado di sottotenente a titolo temporaneo. Nel maggio 1916 divenne pilota presso l'Escadrille N 69 - SPA 69, dove prestò servizio fino al 18 febbraio 1918, volando insieme al suo commilitone Jean Navarre. Il 15 giugno 1917 fu nuovamente citato all'Ordine del giorno dell'Esercito, e il 27 settembre ottenne la promozione definitiva a sottotenente. Dopo aver conseguito cinque vittorie nei combattimenti contro gli aerei tedeschi, viene ritirato dalla prima linea ed assegnato all'addestramento dei nuovi piloti, ed 15 marzo 1918 viene assegnato allo Stato maggiore del Groupe de Chasse 16 con la qualifica di aiutante tecnico.

### La stagione dei voli da record

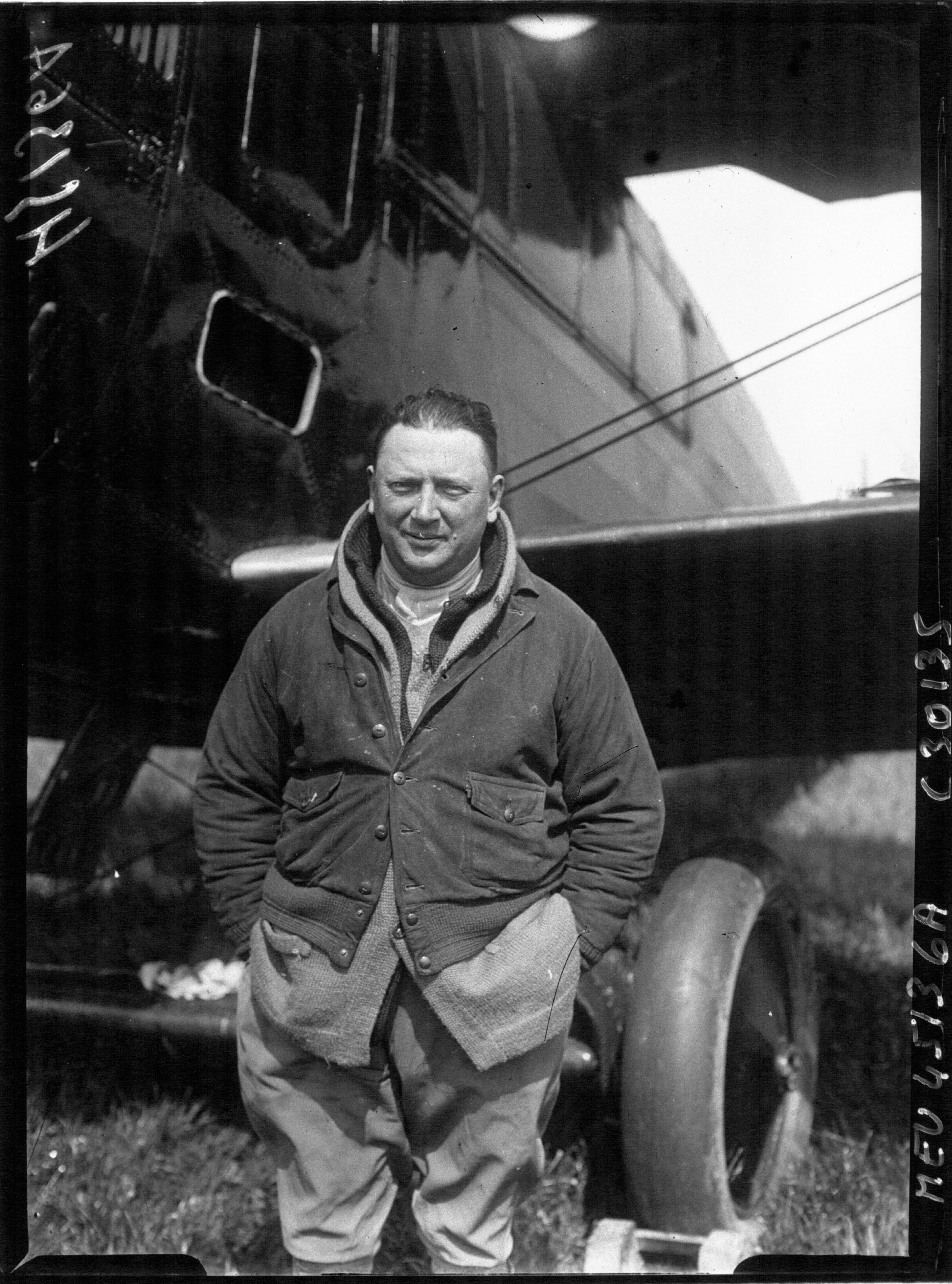
Ritratto di Georges Pelletier-Doisy davanti al suo aereo a Villacoublay

Dopo la fine della guerra, il 2 aprile 1919 entrò a far parte della missione dell'aviazione militare francese a Costantinopoli, e nel corso di quello stesso anno realizzò un raid aereo da Costantinopoli a Parigi. Al ritorno in Francia, nel maggio 1920, chiese ed ottenne un periodo di aspettativa di tre anni, tornando alla vita civile. In quel tempo effettuò un volò senza scalo da Parigi a Vienna in 10 ore, e nel 1921 da Parigi a Bucarest in 19 ore. Nel gennaio 1922 rientrò nell'esercito, assegnato al Gruppo aereo della Tunisia. In quell'anno realizzò un volo da Tolosa a Parigi in tre ore, e poi il 6 luglio uno da Tunisi a Parigi, senza scalo, di 1.700 km, di cui 800 volando a bassa quota sul mare, coperti in 12 ore e 15 minuti. Questo successo lo spinse ad effettuare subito un volo Parigi-Tolosa-Casablanca-Tunisi di 1.780 km che gli frutto una enorme notorietà. Per i suoi meriti il 30 dicembre 1923 fu nominato Ufficiale della Legion d'onore.
All'età di 32 anni, e con un solido passato di esperto pilota fu incaricato di effettuare un volo da Villacoublay ad Hanoi (Vietnam) in undici tappe: Monaco di Baviera, Budapest, Costantinopoli, Aleppo, Baghdad, Karachi, Agra, Calcutta, Rangoon, Bangkok e Hanoi. Se fosse stato possibile, per il prestigio della Francia, avrebbe dovuto raggiungere anche la Cina e il Giappone, facendo meglio degli americani e degli inglesi che a quel tempo erano impegnati in una corsa alla conquista dei record aeronautici. L'aviazione francese non intendeva essere messa in secondo piano, e considerando di interesse nazionale un collegamento aereo tra il territorio metropolitano e l'Indocina il Dipartimento del Ministero della guerra convalidò la realizzazione del progetto.
Con a bordo il meccanico, l'Adjutant Lucien Pierre Alfred Besin, egli decollò da Villacoublay alle 6:45 del 24 aprile 1924. Sul Breguet 19A2 battezzato Jacqueline dal nome della figlia dell'aviatore che aveva un paio di mesi, si trovava anche un'elica di scorta, e parti di ricambio comprendenti pompe di carburante, magneti, e pneumatici. Dopo aver raggiunto Hanoi l'equipaggio decise di proseguire alla volta della capitale giapponese, ma purtroppo in un atterraggio forzato causato da un guasto al propulsore, effettuato su un campo da golf a Shanghai, Cina, il 20 maggio, l'aereo andò distrutto. Fino a quel momento i due aviatori avevano coperto 10.580 miglia (17.037 km) in 26 giorni.
Il colonnello Etienne Tsou comandante dell'aviazione cinese a Shanghai offrì ai due aviatori francesi l'uso di un velivolo Breguet XIV, dotato di motore Renault da 300 CV, appartenente alla locale forza aerea. A suo giudizio il Breguet XIV che gli era stato offerto era un aereo obsoleto, che a fatica poteva concludere l'ultima parte del viaggio (6.850 km in 8 tappe) per raggiungere Tokyo, ma conosceva bene il modello, avendolo usato durante il raid Parigi-Tunisi e in varie missioni nell'Africa Centrale. Decollato da Shanghai fece tappa a Peitaho, Hong Kong, Hejio, Hiroshima, Yokohama, Kyoto, raggiungendo infine Tokyo. A mezzogiorno del 9 giugno l'aereo atterrò sul campo d'aviazione di Tokorosawa, nelle vicinanze della capitale, dove fu accolto da una grande folla che comprendeva Paul Claudel, Ambasciatore di Francia in Giappone, e il barone Kiyotake Shigeno, un pilota giapponese che aveva partecipato alla prima guerra mondiale nelle file dell'Escadrille "Cicognes".

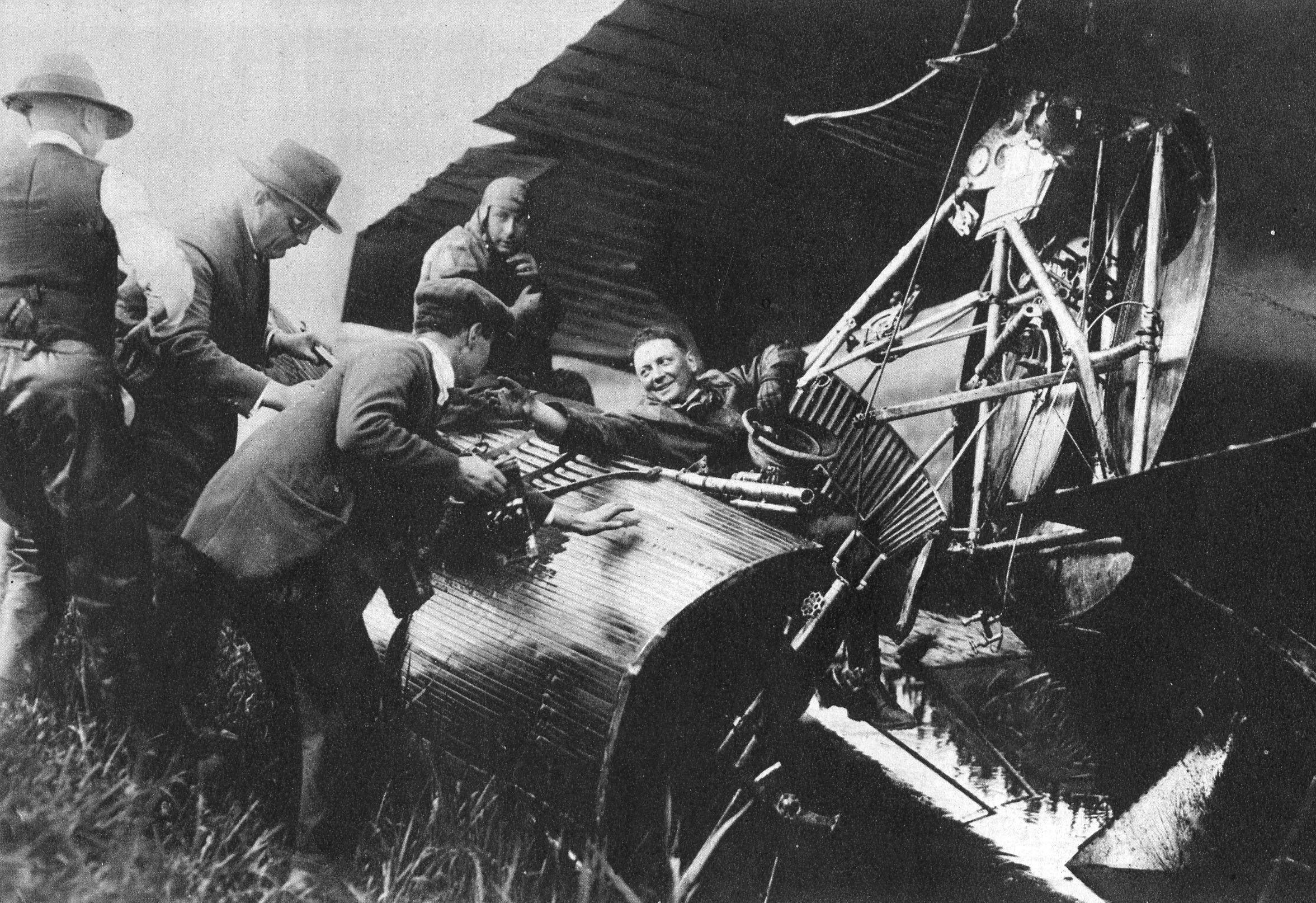
L'atterraggio forzato a Shanghai il 20 maggio 1924.

Promosso capitano nell'ottobre di quell'anno fu messo a disposizione del Segretariato di stato all'aeronautica, ma ciò non gli impedì di effettuare nuovi voli da record. Nel gennaio 1925 realizzò, con il generale de Goÿs de Mézeyrac, una doppia trasvolata del Sahara a bordo di un Bleriot 115.
Tra l'8 e il 13 ottobre 1925 prese parte ai Sixth Pulitzer Air Races sulla base di Mitchell Field, Long Island (New York).  Nel giugno 1926 partì per un volo Parigi-Pechino a bordo di un Breguet 19, e nello stesso anno, tra il 24 e il 25 agosto, effettuò un raid Parigi-Roma-Tunisi-Casablanca-Madrid-Parigi coprendo 3.700 miglia in 40 ore. A partire dal 1928 effettuò missioni belliche contro i ribelli in Marocco, assegnato come comandante al 3º Gruppo del 37º Reggimento d'aviazione, rimanendo successivamente in loco come comandante di battaglione a partire dal 25 marzo 1930. Nel 1931 tornò nuovamente in Francia per partecipare al Circuito delle Capitali, organizzato dal generale Goÿs de Mézeyrac, caratterizzato dall'avere come piloti dei velivoli i maggiori assi dell'aviazione francese.

Foto del 1931 ripresa sull'aeroporto di Marrakech dove si vede il comandante Pelletier-Doisy.

Tra il novembre 1933 e il gennaio 1934 prese parte alla "Croisière Noire'", un raid transafricano guidato dal generale Joseph Vuillemin. L'8 novembre trenta Potez 25TOE decollarono da Istres dirigendosi verso l'Africa Occidentale Francese e poi verso l'Africa Equatoriale Francese. Il raid in formazione comprendeva tappe a Rabat, Adrar, Gao, Bamako, Dakar, Kayes, Ouagadougou, Fort-Lamy, Bangui, Zinder, Niamey, Bidon V, El-Goléa, Tunisi, Algeri e Meknès. Il 24 dicembre 28 velivoli atterrarono a Istres, raggiungendo l'aeroporto di Le Bourget il 15 gennaio.
L'11 settembre 1934 fu nominato comandante dell'aeronautica dell'Africa Occidentale, e durante lo svolgimento di tale incarico effettuò tre nuovi, importanti, raid: fu il primo aviatore che raggiunse Taoudeni (nel Sahara), esplorò i confini del Niger alla ricerca di un comandante nigeriano disperso nel Tévére, e volò in andata e ritorno dalla Mauritania al Marocco. Inoltre eseguì missioni operative di ricognizione e collegamento nelle zone desertiche.
Nel 1936 fu promosso al grado di Tenente Colonnello, assumendo il comando della 25ª Escadre di Tunisi, e ritornò in Africa Occidentale nel 1938 venendo promosso Colonnello il 15 giugno 1939.

### La seconda guerra mondiale
Mantenne l'incarico di comandante dell'aviazione dell'Africa Occidentale fino al 6 maggio 1941, in piena seconda guerra mondiale, quando assunse il comando del Groupe de Transport nº 15 basato a Istres.
A partire dal 24 maggio l'unità iniziò le operazioni per il trasporto di truppe e rifornimenti verso l'esercito francese del Levante impegnato nelle operazioni belliche contro le forze anglo-australiane e quelle della Francia Libera. Il reparto operava con velivoli Potez 650, Farman F.223, Amiot 143 e Potez 540, e subì numerose perdite nel corso dei voli di trasferimento.
Il 1 ottobre 1941 il GT 1/III si trasferì sull'aeroporto di Oudja, seguito il 18 gennaio 1942 dal GT I/15, dotato di 20 velivoli Potez 29, che si portò sulla base di Rabat-Salé in Marocco.
L'8 novembre dello stesso anno il Groupe de Transport nº 15 fu sorpreso e decimato sulle proprie basi dall'attacco portato dai caccia Grumman F4F Wildcat dell'US Navy e dai Grumman Martlet della Fleet Air Arm durante la fasi dello sbarco alleato in Africa settentrionale. Il 1º maggio 1945 fu elevato al rango di Generale di brigata aerea. Si spense a Marrakech (Marocco) il 15 maggio 1953, e dal 29 marzo 1958 la salma riposa presso il cimitero di Auch.
Georges Pelletier-Doisy faceva parte dell'associazione Vieilles Tiges formata dai piloti che avevano ottenuto il brevetto prima del 2 agosto 1914. Alla sua memoria fu intitolata la piazza d'armi della Scuola ufficiali di Salon-de-Provence.

### Periodici
- (FR) Bernard Mack, Les aviateurs du Désert, in Le Saharien, n. 186, La Rahla - Amicale des Sahariens, ottobre 2008.